# Modum
Gmina Modum (norw. Modum kommune) – norweska gmina leżąca w regionie Buskerud. Jej siedzibą jest miasto Vikersund.
Modum jest 204. norweską gminą pod względem powierzchni.

## Demografia
Według danych z roku 2005 gminę zamieszkuje 12 541 osób. Gęstość zaludnienia wynosi 24,28 os./km². Pod względem zaludnienia Modum zajmuje 87. miejsce wśród norweskich gmin.
| ludność stan na 1 stycznia 2005 |         |           |        |
|                                 | kobiety | mężczyźni | razem  |
| osób                            | 6254    | 6287      | 12 541 |
| %                               | 49,87%  | 50,13%    | 100%   |

| wykształcenie stan na 1 października 2004 |        |         |        |        |
|                                           | podst. | średnie | wyższe | niezn. |
| osób                                      | 2645   | 5869    | 1539   | 216    |
| %                                         | 25,76% | 57,15%  | 14,99% | 2,1%   |

## Edukacja
Według danych z 1 października 2004:
- liczba szkół podstawowych (norw. grunnskolar): 7
- liczba uczniów szkół podst.: 1452

## Władze gminy
Według danych na rok 2011 administratorem gminy (norw. rådmann) jest Aud Norunn Strand, natomiast burmistrzem (norw. ordfører, d. borgermester) jest Terje Bråthen.

## Sport
W gminie tej znajduje się skocznia narciarska Vikersundbakken. 